# 怒海潛將
《怒海潛將》（英語：Men of Honor，英國和愛爾蘭上映時名為）是一部2000年的美國電影，由小喬治·提爾曼執導，勞勃·狄尼洛、小古巴·古丁主演，劇情根據美國海軍第一位非洲裔潛水士官長卡爾·布拉西爾的真實故事改編。

## 劇情概要
卡爾·布拉西爾生長在不靠海的肯塔基州，但自小就喜歡在家鄉的河流游泳，培養了優良泳技，所以立志成為一名美國海軍潛水員。經過多年的申請，布拉西爾終於獲准進入海軍潛水學校，然而因為黑人的身分受到排擠，他痛恨不已。在教官桑戴的嚴格訓練下，布拉西爾終於成為了一名合格的潛水員。
不幸的是，1966年3月17日布拉西爾參與打撈美國空軍因一架B-52同溫層堡壘轟炸機在西班牙南部海濱上空與KC-135空中加油機相撞墜毀海底的氫彈時（1966年B-52同溫層堡壘轟炸機空難），發生嚴重的意外，不得不將左腿膝蓋以下截肢，但他不願意轉調內勤工作，在桑戴的協助下開始辛苦的復健。最後布拉西爾終於回復潛水員的職務，成為美國第一位獲得潛水員資格的截肢者，後來更成為美國海軍第一位非洲裔潛水士官长。

## 演員

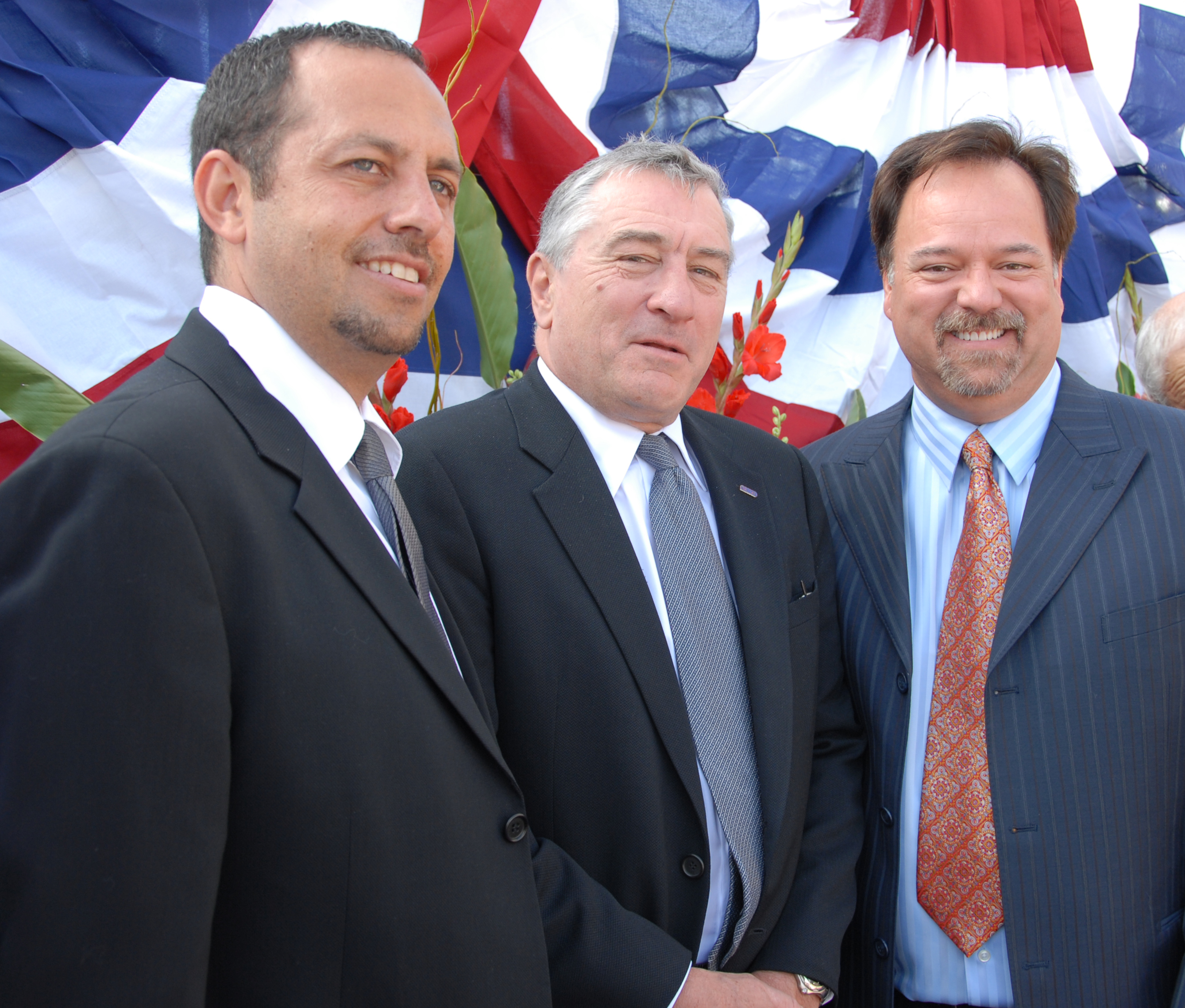
2008年9月，監製勞勃·泰特爾、勞勃·狄尼洛和編劇Scott Smith

| 演員            | 角色                                                    |
| 勞勃·狄尼洛     | 首席士官長/三等士官長 雷斯里·威廉·桑戴（Leslie Sunday） |
| 小古巴·古丁     | 帆纜中士/二等士官長 卡爾·布拉西爾                       |
| 小克里斯·華倫   | 年輕的卡爾                                              |
| 莎莉·賽隆       | 葛文·桑戴（Gwen Sunday）                                |
| 安潔紐·艾莉絲   | 喬·布拉西爾（Jo Brashear）                              |
| 賀爾·賀爾布魯克 | 潛水學校上校校長 "Mr.Pappy"                             |
| 麥可·拉帕波特   | 砲械上士 史諾希爾（Snowhill）                           |
| 大衛·凱斯       | USS Hoist艦長 哈提根（Hartigan）                        |
| 鮑爾斯·布思     | 上校 Pullman                                            |
| 大衛·康瑞德     | 中尉/少校/上校 漢克斯（Hanks）                          |
| 赫特·麥卡藍     | Dylan Rourke                                            |
| 喬舒亞·李納德   | Timothy Douglas Isert                                   |
| 卡爾·魯伯利     | Mac Brashear                                            |
| L. Luquette     | Diving Expert                                           |
| 隆內特·麥基     | Ella Brashear                                           |
| 葛林·特曼       | Chief Floyd                                             |
| 喬舒華·費恩曼   | DuBoyce                                                 |

## 外部連結
- 互联网电影数据库（IMDb）上《怒海潛將》的资料（英文）
- 爛番茄上《怒海潛將》的資料（英文）
- Metacritic上《怒海潛將》的資料（英文）
- Box Office Mojo上《怒海潛將》的資料（英文）
- AllMovie上《怒海潛將》的资料（英文）